# Luvironza (Fluss)
Der Luvironza (auch Ruvironza oder  Ruvyironza) wird heute als der Quellfluss des Nils angesehen, da seine Quelle am weitesten südlich von der Mündung des Nils ins Mittelmeer entfernt liegt.

## Verlauf
Der Luvironza entspringt an den Hängen des Berges Mont Gikizi (2130 m) in Burundi südlich von Rutovu als Rinnsal, das zuerst den Namen Kasumo trägt, dann Gasenyi, Kigira und schließlich Luvironza. Er hat eine Länge von etwa 110 Kilometern und mündet zehn Kilometer nordöstlich der Landeshauptstadt Gitega in den Ruvuvu, einen Nebenfluss des Kagera-Nils.

## Entdeckung
Auf der Suche nach den Quellen des Nils entdeckte im Jahr 1893 der österreichische Geograph und Kartograph Oskar Baumann (1864–1899) die Luvironza-Quelle (erwähnt in: Durch Massailand zur Nilquelle […]. Berlin 1894), deren geographische Lage erst im Jahr 1937 von Burkhart Waldecker (1902–1964) näher bestimmt wurde. Sie ist durch ein 1938 errichtetes pyramidenförmiges Monument markiert.
Die Erinnerungstafel an der Pyramide trägt folgende Inschrift:

PYRAMI[DIS]
AD
CAPUT [IN] NILI
UT SIGNUM INCIPIENTIS FLUMINIS PYRAMIDUM
---
ERECTA A.D. MDCCCCXXXVIII
SUB PROTECTIONE PROCONSULIS JUNGERS
ET CUM AUXILIO PATRIS COLLE GERARDINQUE
ET MONTEYNE A DR. BURKHART WALDECKER
IN MEMORIAM OMNIUM QUAERENTIUM CAPUT NILI
ERATOSTHENES PTOLEMAEUS
SPEKE STANLEY KANDT ET ALII
---
SUNT NOMINA NILI
KASUMO-MUKASENYI-KIGIRA
LUVIRONZA-RUVUBU-KAGERA
LAC VICTORIA-VICTORIA NILE
LAC KYOCA-MWITA NZIGE (LAC ALBERT)
BAHR EWL GEBEL-KIR-BAHR EL ABIAD
NIL
---
CFL-GEOMINES-UMHK